# Kalle Løchen
Kalle Løchen (Fåberg, 9 mei 1865 - Kristiania, 20 november 1893) was een Noors kunstschilder en theateracteur. Hij was een vriend van Edvard Munch. In 1893 pleegde hij zelfmoord.

## Leven en werk
Løchen was de zoon van een jurist, met veel kennissen in de literaire wereld. Anders dan bij zijn broers, die psycholoog, politicus en journalist werden, inspireerde zijn vaders artistieke belangstelling hem voor het kunstenaarschap. Na het afronden van een tekenschool in Kristiania studeerde tussen 1881 en 1882 bij vooraanstaande Noorse kunstschilders als Christian Krohg en Fritz Thaulow, die hem in contact brachten met het impressionisme. Aanvankelijk schilderde hij prozaïsche thema's als huizen, interieurs en tuinen, zonder figuren, vaak nog te zien ook als studies. Vanaf midden jaren 1880 maakte hij een reeks portretten, veelal van kunstenaars, die opvielen door hun informaliteit en nonchalante karakter, en al duidelijk een eigen stijl verraden.
Løchen was behalve kunstschilder ook toneelspeler en speelde in diverse grote theaterproducties. Zonder opleiding meldde hij zich aan bij Den Nationale Scene te Bergen en werd op basis van zijn overtuigingskracht aangenomen. Korte tijd later speelde hij al de hoofdrol in een uitvoering van Hamlet. In 1890 kreeg hij de dragende rol van de kunstenaar Osvald in de Noorse première-uitvoering van Henrik Ibsens Spoken. Hij werd wel de beste kunstschilder onder de toneelspelers genoemd, en de beste toneelspeler onder de kunstenaars. In 1886 huwde hij met collega-actrice Anna Brun.

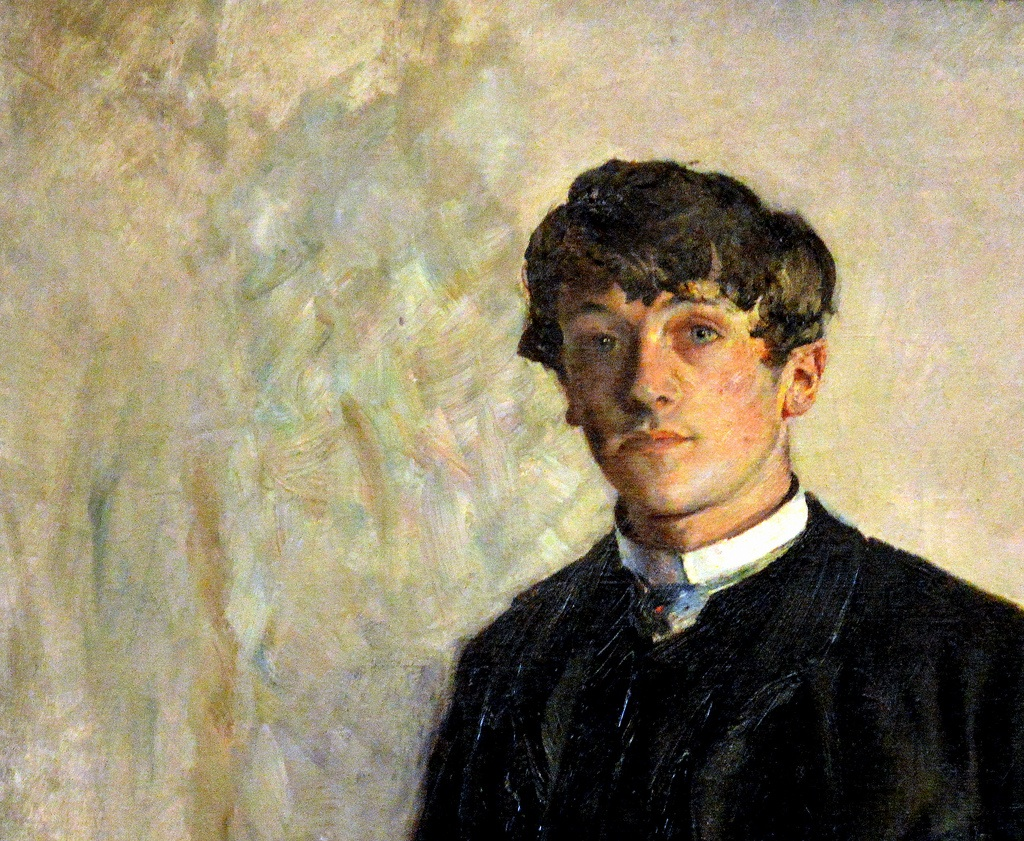
Kalle Løchen door Eilif Peterssen.

In 1889 trok hij samen met Edvard Munch naar Parijs, om lessen te nemen bij Léon Bonnat aan de École nationale supérieure des beaux-arts, maar na een week hield hij het bij de academisch georiënteerde Bonnat al voor gezien. Hij stortte zich in het Parijse theaterleven en schreef daarover een reeks artikelen voor de "Trondheimer Dagsposten". Samen met Munch resideerde hij in het Hotel de Champagne in de wijk Batignolles.
Løchen was een excentrieke figuur, leidde het bestaan van een bohemien en was altijd in voor buitenissigheden. In 1891 nam hij met luchtvaartpionier Gaukler Francesco Cetti deel aan de eerste Noorse ballonvaart met een gasballon, van Kristiania naar Bærum. Vervolgens schreef hij hierover enkele ironische artikelen voor de Christiania Intelligenssedler.
In 1892 overleed Løchens vrouw en raakte hijzelf in een depressie, eens te meer toen hij zijn twee kinderen moest afstaan aan zijn schoonfamilie. Een tijd lang trok hij zich terug in het huis van zijn zus. Net op het moment dat het hem weer wat beter leek te gaan, hij zich opnieuw verloofde en hij bij het Carl-Johan-Theater in Kristiania net weer een rol had geaccepteerd (in Émile Zola's Thérèse Raquin), pleegde hij zelfmoord. Op 20 november 1893 telegrafeerde hij aan zijn theaterdirecteur: "Heer Olav Hanson! Vaarwel, ik ben dood. Uwe Kalle Løchen". Later op de dag werd hij gevonden in het Ekersbergse bos ten Oosten van Kristiania met een revolver naast zijn lichaam. Hij werd 28 jaar oud.
Løchens zelfmoord wordt door diverse Munch-biografen wel in verband gebracht met Munchs schilderij De schreeuw, dat hij kort nadien voltooide. Munch woonde in die tijd ook vlak bij het Ekerbergse bos. Løchens zelfmoord moet hem zeer hebben aangegrepen. In 1938 schreef hij nog over hem: "Kalle Løchen was zonder twijfel artistiek de meest begaafde persoon die we in Noorwegen bij ons hadden. Wat hij als jonge kunstenaar al maakte was uniek en briljant. Hij was pas achttien toen hij in Modem zijn Malerskolens atelier schilderde - en lijkt merkwaardig modern nu, het herinnert aan Cézanne, het is een geweldig schilderij".
Løchen liet een vijftigtal werken na. In 1928 werden er 31 daarvan gepresenteerd op een retrospectieve tentoonstelling te Oslo. Diverse van zijn werken zijn te zien in de Nasjonalgalleriet te Oslo.

## Galerij

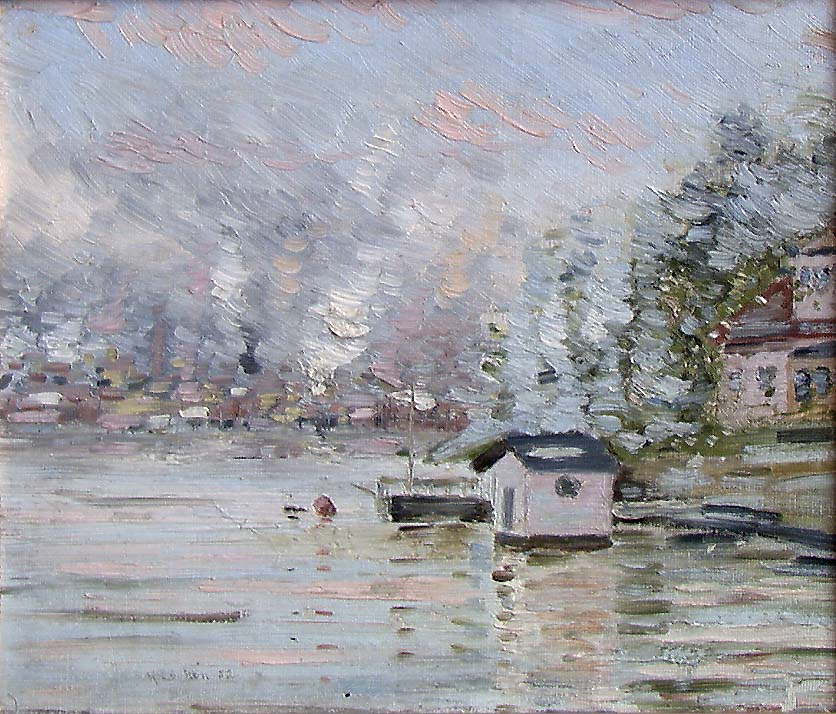
Bij Koningshaven Bad, 1882
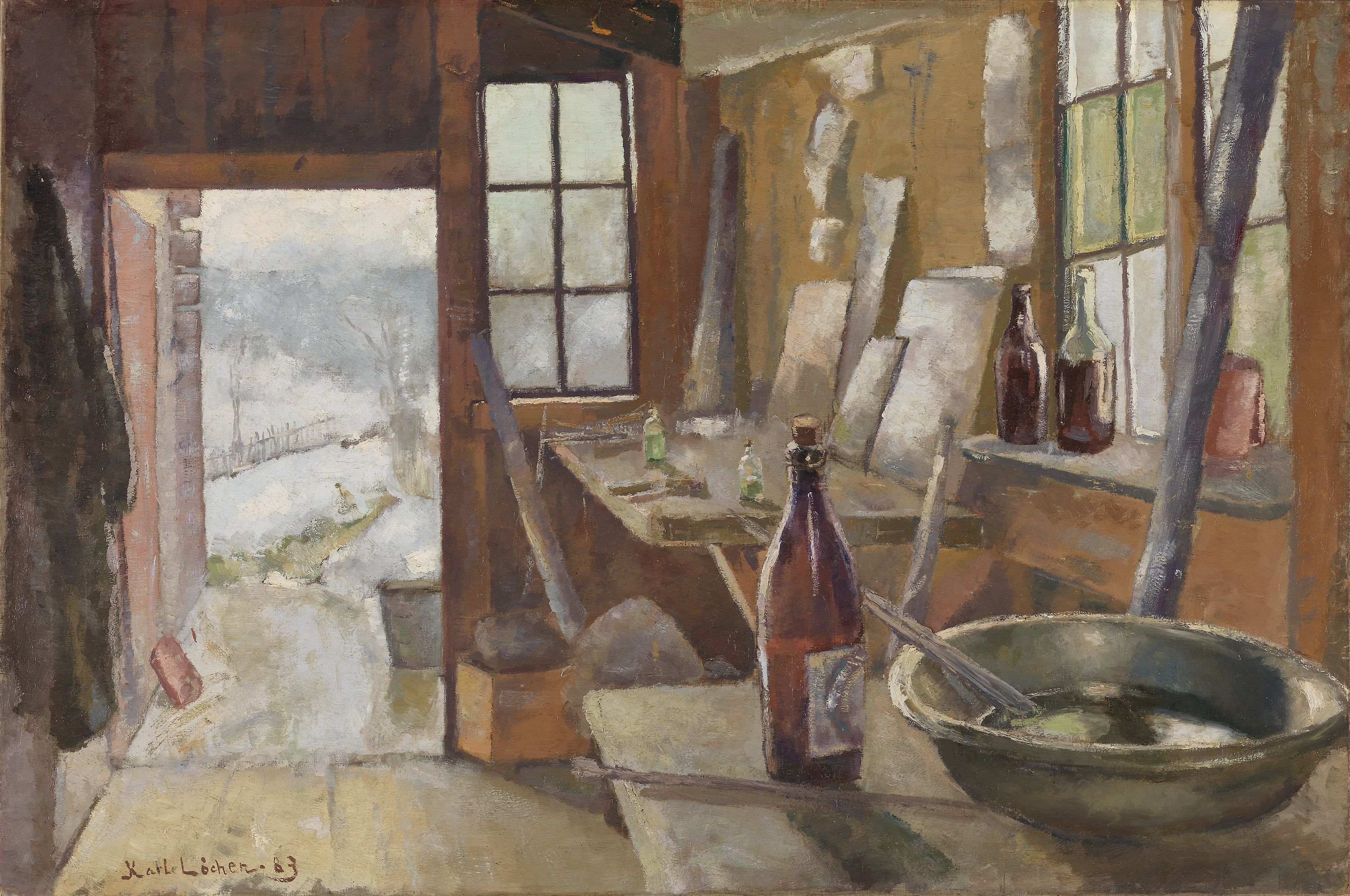
Schilderschool Modem, atelier, 1883
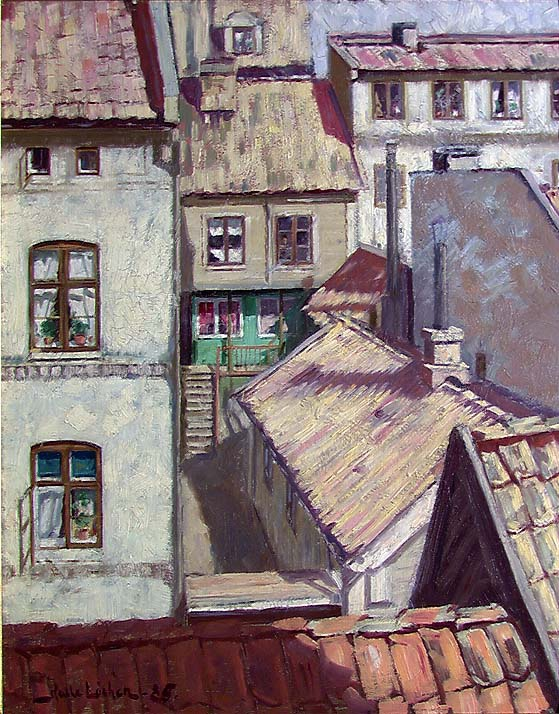
Kalle Løchen - Huizendaken, 1885
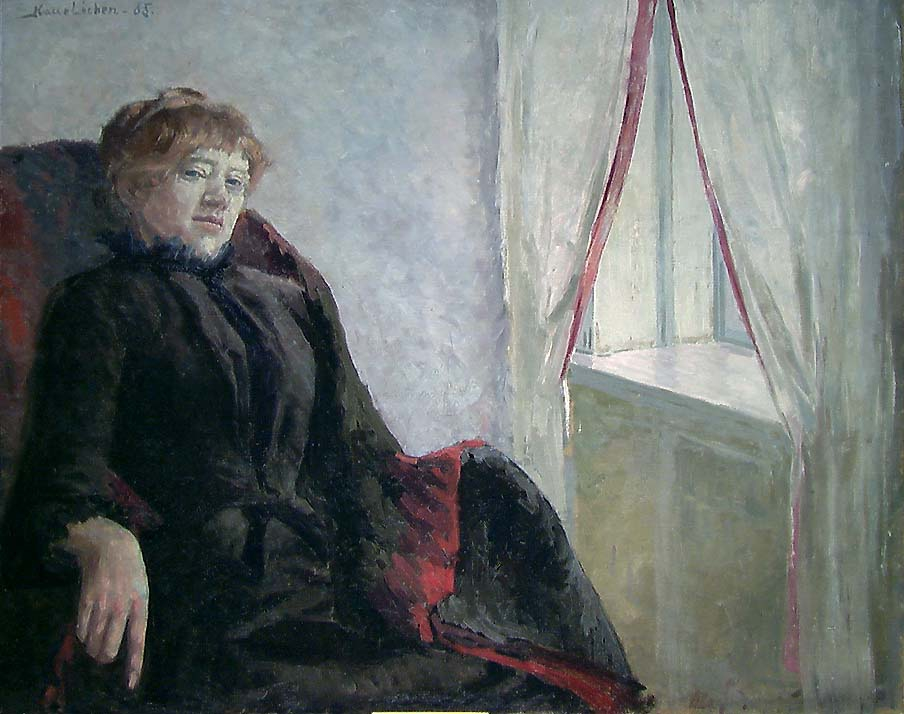
Portret van Cecilie Thoresen, 1885
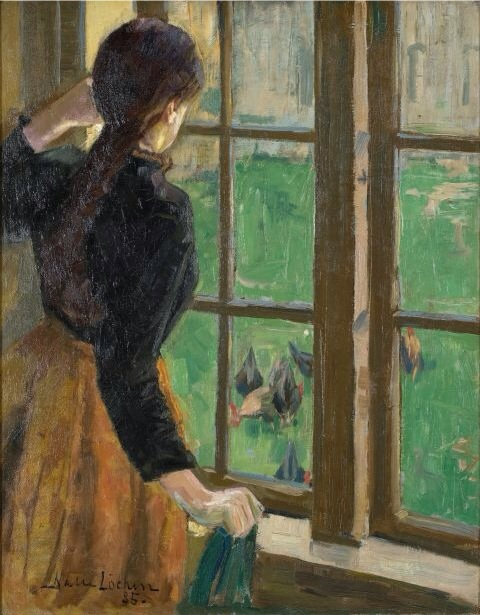
Helene kijkt uit het raam in de tuin, 1885
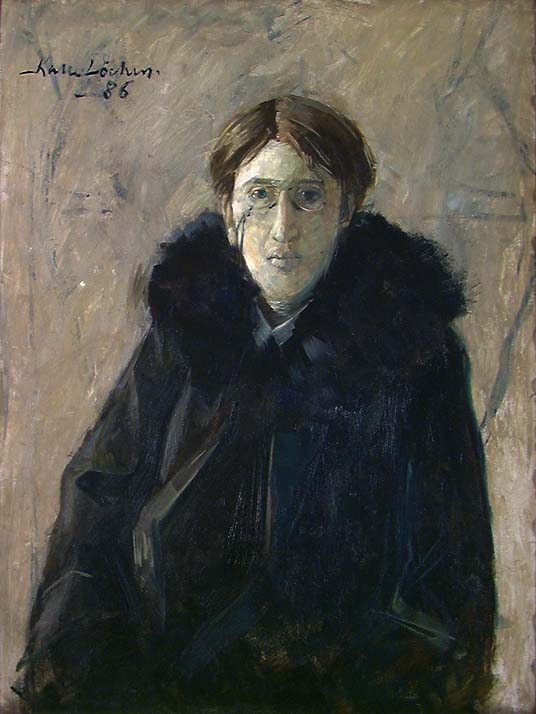
Portret van toneelspeler B. K., 1886
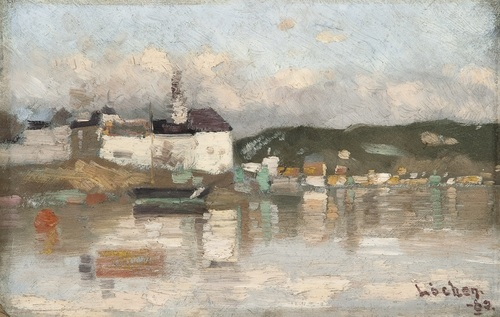
Akershus, 1887
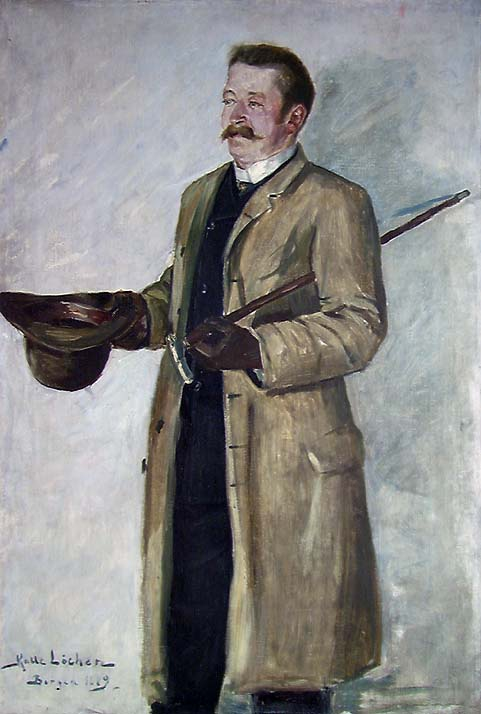
Agent Christensen, 1889
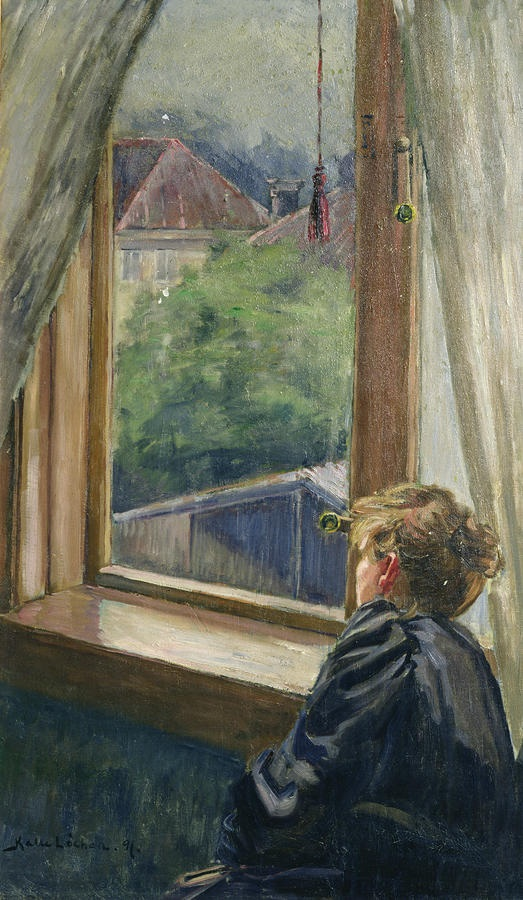
Vrouw bij het raam, 1891
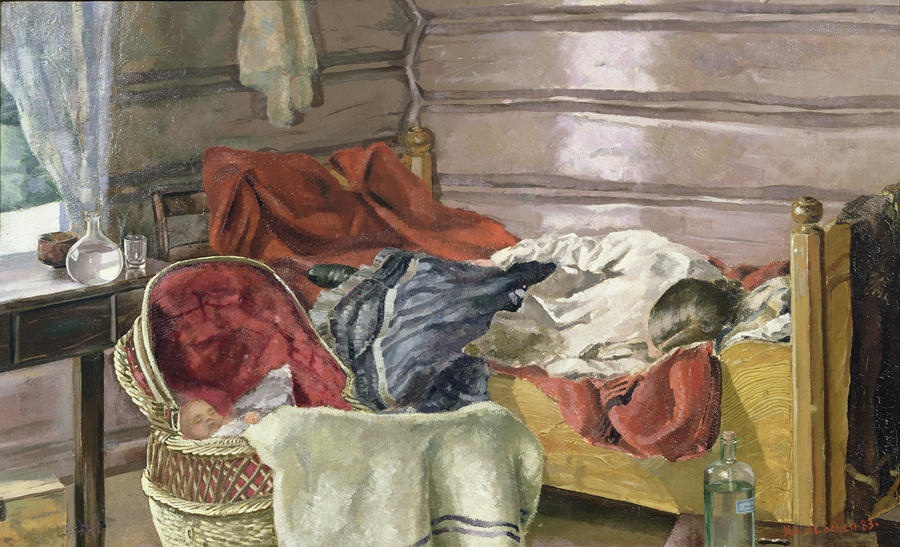
Na een slapeloze nacht, 1893

## Biografie
- Rolf Løchen: Kalle Løchen. En kunstner i Bohèmetiden. Oslo 1965.